# 佛岡直隸廳

佛冈厅在广东省的位置（1820年）

佛岡直隸廳，清朝廣東省直接管轄的直隸廳。依清朝行政等級為：難。該廳隸屬於廣東省的廣肇羅道。
原來在明朝時為大埔坪地，當時分別屬於廣州府清遠縣、韶州府英德縣兩縣管轄之境。到了雍正九年（1731年），設置了佛岡廳同知，隸廣州府（所以當時是散廳）。到了乾隆七年（1742年）又廢置。爾後到了嘉慶十六年（1811年），又升格為直隸廳。
民國時期，全國實施「廢廳改縣」，所以佛岡直隸廳被改為佛岡縣。現在，則是廣東省清遠市代管的佛岡縣。